# Rubus acutifrons
Rubus acutifrons är en rosväxtart som beskrevs av A. Ley. Rubus acutifrons ingår i släktet rubusar, och familjen rosväxter. Inga underarter finns listade i Catalogue of Life.